# رامیتا نوایی
رامیتا نوایی (زادهٔ ۲۱ ژوئیهٔ ۱۹۷۳) روزنامه‌نگار و نویسنده ایرانی‌الاصل ساکن انگلستان و برنده جایزه امی و جایزه رابرت اف. کندی است.
وی نویسنده کتاب شهر دروغ‌ها است که فرهنگ مردم و جریان زندگی در تهران را روایت می‌کند؛ این کتاب هرچند در انگلستان با استقبال مواجه شد اما برخی رسانه‌های داخل ایران با ضد ایرانی خواندن آن، نوایی را محکوم کردند.